# 硝酸钛
硝酸钛是一种化学性质活泼的无机化合物，化学式为Ti(NO3)4。

## 制备
与原本的制备方法类似，硝酸钛可以由五氧化二氮或硝酸氯和四氯化钛反应制得。
水合硝酸钛 [Ti(H2O)6](NO3)3则可以由钛化合物溶于硝酸中而成。

## 结构
硝酸钛的对称群是D2d，有四个二齿的硝酸根配体，其中的N-O键长为1.29 Å（配位）和1.185 Å（非配位）。

## 性质
硝酸钛可溶于非极性溶剂四氯化硅和四氯化碳。
硝酸钛具有吸湿性，会转化为不明确的水合物。无水硝酸钛的反应性很高，甚至会和碳氢化合物反应。它也会和正十二烷、对二氯苯、苯甲醚和联苯反应。
硝酸钛受热分解成二氧化钛。

## 扩展阅读
- Partington, J. R.; A. L. Whynes. . Journal of the Chemical Society (Resumed). 1949: 3135. ISSN 0368-1769. doi:10.1039/JR9490003135.
- Dauerman, L.; G.E. Salser. . Journal of Inorganic and Nuclear Chemistry. 1973, 35 (1): 304–306. ISSN 0022-1902. doi:10.1016/0022-1902(73)80643-8.